# Vùng của Indonesia
Đây là danh sách các vùng của Indonesia. Nhiều khu vực được xác định trong luật hoặc quy định của chính quyền trung ương. Vào những thời kỳ khác nhau trong lịch sử Indonesia, các khu vực được chỉ định không nhất thiết phải tương quan với phân chia địa lý hành chính của lãnh thổ quốc gia.

## Các đơn vị địa lý

Các vùng của Indonesia theo ISO 3166-2:ID
ID-SM
ID-JW
ID-KA
ID-NU
ID-SL
ID-ML
ID-PP

Theo ISO 3166-2:ID, Indonesia được chia thành 7 vùng địa lý bao gồm các đảo lớn và một nhóm đảo. 
| Mã    | Đơn vị địa lý                        | Tỉnh | Dân số (giữa năm 2022) | Thành phố lớn nhất | Điểm cao nhất                      |
| ----- | ------------------------------------ | --- | ---------------------- | ------------------ | ---------------------------------- |
| ID-SM | Sumatra                              | Aceh, Quần đảo Bangka Belitung, Bengkulu, Jambi, Lampung, Bắc Sumatra, Riau, the Quần đảo Riau, Nam Sumatra, vàTây Sumatra | 59,977,300             | Medan              | Mount Kerinci3,805 m (12484 ft)    |
| ID-JW | Java                                 | Banten, Central Java, Đông Java, Đặc khu Thủ đô Jakarta, the Vùng đặc biệt Yogyakarta, và Tây Java                         | 154,282,100            | Jakarta            | Mount Semeru3,678 m (12067 ft)     |
| ID-KA | Kalimantan                           | Trung Kalimantan, Đông Kalimantan, Bắc Kalimantan, Nam Kalimantan, và Tây Kalimantan                                       | 17,052,200             | Samarinda          | Mount Bukit Raya2,278 m (7,474 ft) |
| ID-NU | Nusa Tenggara (Lesser Sunda Islands) | Bali, Đông Nusa Tenggara, và Tây Nusa Tenggara                                                                             | 15,355,100             | Denpasar           | Mount Rinjani3,726 m (12,224 ft)   |
| ID-SL | Sulawesi                             | Trung Sulawesi, Gorontalo, Bắc Sulawesi, Nam Sulawesi, Đông Nam Sulawesi, và Tây Sulawesi                                  | 20,304,400             | Makassar           | Latimojong3,478 m (11,411 ft)      |
| ID-ML | Quần đảo Maluku                      | Maluku và North Maluku | 3,201,000              | Ambon              | Mount Binaiya3,027 m (9,931 ft)    |
| ID-PP | Papua (Western New Guinea)           | Trung Papua, Papua Cao nguyên, Papua, Nam Papua, Tây Nam Papua, và Tây Papua                                               | 5,601,900              | Jayapura           | Puncak Jaya4,884 m (16,024 ft)     |

## Đông và Tây Indonesia

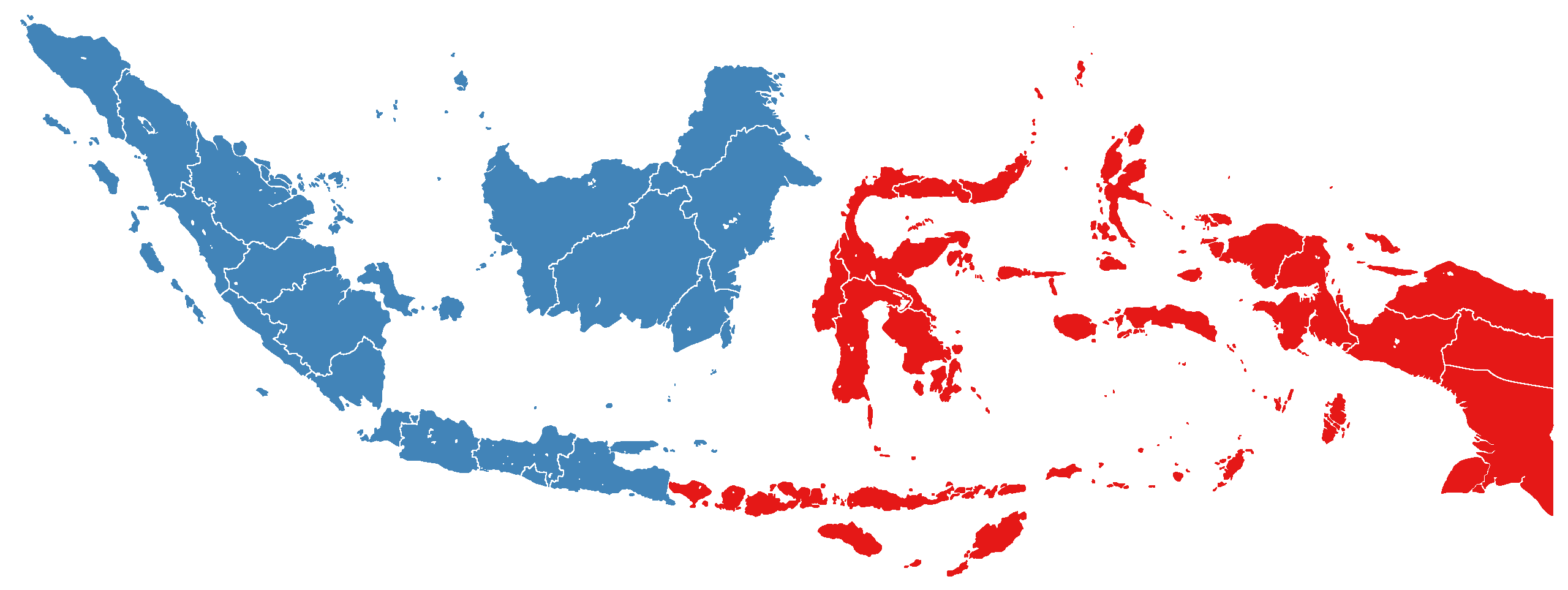
Đông và tây Indonesia

Trong giai đoạn cuối của thời kỳ thuộc địa Hà Lan, khu vực phía đông Java và Kalimantan được gọi là Great East và sau này được gọi là Đông Indonesia. Vào ngày 24 tháng 12 năm 1946, Nhà nước Đông Indonesia được thành lập trên chính khu vực này (không bao gồm Tây New Guinea). Đó là một phần của Hợp chủng quốc Indonesia, và được giải thể thành Cộng hòa Indonesia thống nhất vào ngày 17 tháng 8 năm 1950. Hiện tại, Đông Indonesia bao gồm 17 tỉnh: Bali, Đông Nusa Tenggara, Tây Nusa Tenggara, Trung Sulawesi, Gorontalo, Bắc Sulawesi, Nam Sulawesi, Đông Nam Sulawesi, Tây Sulawesi, Maluku, Bắc Maluku, Trung Papua, Cao nguyên Papua, Papua, Nam Papua, Tây Nam Papua và Tây Papua. Trong khi đó, khu vực bao gồm 21 tỉnh khác ở Sumatra, Java và Kalimantan được gọi là Tây Indones

## Vùng phát triển
Theo Cơ quan Kế hoạch Phát triển Quốc gia, Indonesia được chia thành bốn khu vực phát triển chính, với mỗi khu vực được dẫn dắt bởi các thành phố lớn Medan, Jakarta, Surabaya, và Makassar.

Bốn vùng phát triển chính của Indonesia

| Khu vực phát triển chính                                 | Thành phố trung tâm | Vùng phát triển      | Các tỉnh |
| -------------------------------------------------------- | ------------------- | -------------------- | --- |
| Khu vực phát triển chính A (Wilayah Pembangunan Utama A) | Medan               | Vùng phát triển I    | Aceh và North Sumatra                                                                                                |
| Khu vực phát triển chính A (Wilayah Pembangunan Utama A) | Medan               | Vùng phát triển II   | Riau, the Riau Islands, và West Sumatra                                                                              |
| Khu vực phát triển chính B (Wilayah Pembangunan Utama B) | Jakarta             | Vùng phát triển III  | The Bangka Belitung Islands, Bengkulu, Jambi, và South Sumatra                                                       |
| Khu vực phát triển chính B (Wilayah Pembangunan Utama B) | Jakarta             | Vùng phát triển IV   | Lampung, Banten, Central Java, the Special Capital Region of Jakarta, the Special Region of Yogyakarta, và West Java |
| Khu vực phát triển chính B (Wilayah Pembangunan Utama B) | Jakarta             | Vùng phát triển V    | West Kalimantan |
| Khu vực phát triển chính C (Wilayah Pembangunan Utama C) | Surabaya            | Vùng phát triển VI   | East Java và Bali |
| Khu vực phát triển chính C (Wilayah Pembangunan Utama C) | Surabaya            | Vùng phát triển VII  | Central Kalimantan, East Kalimantan, North Kalimantan, và South Kalimantan                                           |
| Khu vực phát triển chính D (Wilayah Pembangunan Utama D) | Makassar            | Vùng phát triển VIII | East Nusa Tenggara, West Nusa Tenggara, South Sulawesi, Southeast Sulawesi, và West Sulawesi                         |
| Khu vực phát triển chính D (Wilayah Pembangunan Utama D) | Makassar            | Vùng phát triển IX   | Central Sulawesi, Gorontalo, và North Sulawesi                                                                       |
| Khu vực phát triển chính D (Wilayah Pembangunan Utama D) | Makassar            | Vùng phát triển X    | Maluku, North Maluku, Central Papua, Highland Papua, Papua, South Papua, Southwest Papua, và West Papua              |